# Бетлехем (Джорджия)
Бетлехем (англ. Bethlehem) — город в округе Барроу, штат Джорджия, США. По данным переписи 2020 года, население города составляло 715 человек. Основным работодателем в городе является компания Harrison Poultry, которая является крупнейшим негосударственным работодателем в округе Барроу.
Город был назван в честь местной Вифлеемской методистской церкви и имеет ярко выраженную рождественскую тематику: многие названия улиц, такие как Мария, Иосиф и Ясли, отсылают к Рождеству Иисуса. После выпуска в Бетлехеме в 1967 году почтовой марки  город стал известен как популярное место для отправки почты в праздничные дни, поскольку почтовое отделение отправляет письма с пометкой «из Вифлеема».

## Парки и зоны отдыха
В городе есть один парк, игровая площадка R. Harold Harrison Community Playground, которая включает в себя игровую площадку, пешеходную дорожку и крытый павильон. Ближайший государственный парк — государственный парк Форт-Ярго, расположенный примерно 7 миль (11 км) к северу от Бетлехема в Виндере.

## История
Территория, которую занимают город и окружающий его округ Барроу, изначально была заселена индейскими племенами чероки и крики. Первые европейские поселенцы прибыли в этот район в 1786 году.  Вифлеемская методистская церковь была основана в 1796 году в том месте, которое позже стало городом Бетлехем.  Поблизости церковь открыла лагерную  площадку, использовавшуюся с 1851 по 1894 год.  Во время Гражданской войны в США  на ней размещался центр мобилизации войск.  На территории лагеря был сформирован 16-й Джорджийский полк армии Конфедеративных Штатов, а во время войны она использовалась в качестве лагеря для беженцев.  В эпоху Реконструкции Юга территория лагеря использовалась для проведения различных религиозных служб.   31 августа 1886 года во время религиозного собрания ощущались ударные волны от землетрясения в Чарльстоне 1886 года с предполагаемой интенсивностью 6 баллов по шкале Меркалли.   На территории лагеря сейчас располагается Вифлеемская методистская церковь, построенная в 1949 году. 
Неофициальное основание общины Бетлехем произошло в декабре 1883 года  с появлением остановки на линии Белмонт — Монро  железной дороги Гейнсвилл — Джефферсон — Саутерн . Остановка была названа в честь местной Вифлеемской методистской церкви.  Сама церковь была названа в честь древнего города Вифлеем, который в Евангелиях от Матфея и Луки назван местом рождения Иисуса. Железнодорожная линия была демонтирована в 1946 году.  Бетлехем был инкорпорирован в качестве города в 1902 году актом Генеральной Ассамблеи Джорджии «под названием и стилем города Бетлехем».  На момент своей инкорпорации он был частью округа Уолтон, но позже, в 1914 году, стал частью вновь образованного округа Барроу, который был создан с использованием земель, ранее принадлежавших соседним округам Гуиннетт, Джэксон и Уолтон. 
В 1986 году 13-летний ученик начальной школы города Бетлехем попал в заголовки национальных газет   когда он зарезал директора школы Мюррея Кеннеди пилкой для ногтей.  Поскольку белый директор школы был убит чернокожим учеником, инцидент вызвал опасения расового конфликта в сообществе, которые были разрешены местными чернокожими и белыми лидерами сообщества.  Этот случай привлёк внимание Конференции христианского руководства Юга, которая помогла внести вклад в фонд защиты студента.  Это также привлекло внимание Ку-клукс-клана; 65 членов Ку-клукс-клана провели митинг перед зданием суда в Уайндере, штат Джорджия, в знак протеста против убийства.   Несмотря на вмешательство Ку-клукс-клана, страхи расовой напряжённости в самом сообществе быстро угасли.  После предъявления обвинения как взрослому  студент был приговорен к 15 годам лишения свободы после признания виновным в преднамеренном убийстве. 